# 蘇瓦
蘇瓦（發音：[ˈsuβa]）是斐濟的首都，也是斐濟最大的城市。蘇瓦位於維提島的東南部，屬於中部專區，人口約77,366人。1877年，蘇瓦正式成為斐濟的首都，截至2017年人口普查，蘇瓦其人口約為93,970人，包括獨立郊區在內的大都市區人口為185,913人。蘇瓦和與其接壤的斐濟拉米、納西努和瑙索里的城市人口總和約為330,000，超過全國人口的三分之一。
當前，蘇瓦是斐濟的政治、行政、經濟和文化中心，由於城市近年蓬勃發展的藝術和表演，它也是享有南太平洋的經濟和文化之都盛譽，許多國際公司、國際機構和大使館都位於該市。

## 歷史

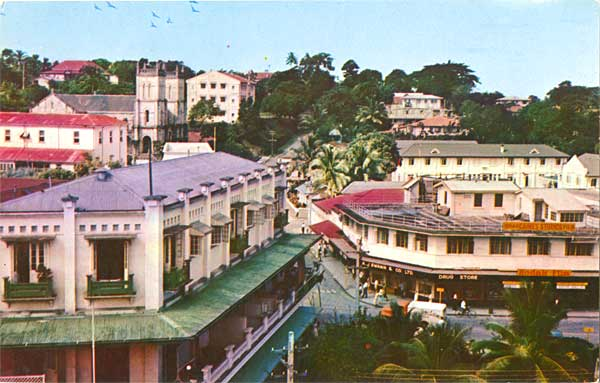
1950年代的蘇瓦中央商務區

1868年，當蘇瓦還是一個小村莊時，巴烏國王酋長塞魯·埃佩尼薩·薩空鮑將5,000平方公里（1,900平方英里）的土地授予總部位於澳大利亞的波利尼西亞公司，以換取該公司承諾償還欠債的承諾。1874 年，斐濟成為英國的殖民地。1877年，殖民當局決定將首都從列霧卡遷至蘇瓦，皇家工程師的FE Pratt上校於1875年被任命為總測量師，並在 W. Stephens和RW Stewart上校的協助下設計了蘇瓦的都市計劃。
根據1909年的《市政憲法條例》，蘇瓦1910年獲得了自治市的地位，直到1952年，蘇瓦吞併了穆阿尼考和薩馬布拉區，其領土擴大到13平方公里（5.0平方英里），其面積仍為 1 平方英里。同年 10 月，蘇瓦被正式指定為一座城市，作為斐濟的第一個城市。蘇瓦在2003年舉辦了南太平洋運動會，這是該賽事40年曆史上的第三次。為籌備此次活動，斐濟在中國政府1600萬美元的援助計劃幫助下，資助建設新體育館、室內運動中心、游泳池、體育場、曲棍球場和看台。

## 地理
蘇瓦位於維提島東南角一個丘陵半島的區域，位於勞卡拉灣和蘇瓦港之間。其北部和西部的山脈捕捉東南季風，產生全年降水量豐富的條件，城市融合了現代建築和殖民時期的建築。
雖然蘇瓦位於半島上幾乎被大海包圍，但其海岸兩旁是紅樹林，最近的海灘位於40公里（25英里）外的太平洋港。

## 氣候
根據柯本氣候分類法，蘇瓦屬熱帶雨林氣候。但由於季風和偶爾颶風影響,，蘇瓦並不屬赤道氣候。蘇瓦全年降水量豐富，並沒有真正的旱季，沒有一個月的平均降雨量低於 60毫米（2英寸）。蘇瓦每年平均降水量為3,000毫米（118英寸）。最乾燥的月份是7月，平均降雨量為125毫米（4.92英寸）。與許多其他熱帶雨林氣候的城市一樣，蘇瓦全年氣溫相對穩定，平均最高溫度約為28°C（82°F），平均最低溫度約為 22°C（72°F）。
蘇瓦的降雨量明顯高於楠迪或維提島西部。據說前任英屬斐濟總督亞瑟·咸美頓-歌頓爵士曾說過，他從來沒有見過像蘇瓦那樣下雨的地方，而且幾乎沒有一天不下雨，11月至5月的降雨量最多，而6月至 10月較涼爽的月份降雨量要溫和得多。
| 苏瓦(1971–2000)                               | 苏瓦(1971–2000) | 苏瓦(1971–2000) | 苏瓦(1971–2000) | 苏瓦(1971–2000) | 苏瓦(1971–2000) | 苏瓦(1971–2000) | 苏瓦(1971–2000) | 苏瓦(1971–2000) | 苏瓦(1971–2000) | 苏瓦(1971–2000) | 苏瓦(1971–2000) | 苏瓦(1971–2000) | 苏瓦(1971–2000) |
| 月份                                          | 1月             | 2月             | 3月             | 4月             | 5月             | 6月             | 7月             | 8月             | 9月             | 10月            | 11月            | 12月            | 全年            |
| --------------------------------------------- | --------------- | --------------- | --------------- | --------------- | --------------- | --------------- | --------------- | --------------- | --------------- | --------------- | --------------- | --------------- | --------------- |
| 历史最高温 °C（°F）                           | 35.0 (95.0)     | 36.0 (96.8)     | 37.0 (98.6)     | 34.0 (93.2)     | 34.0 (93.2)     | 32.0 (89.6)     | 32.0 (89.6)     | 32.0 (89.6)     | 32.0 (89.6)     | 34.0 (93.2)     | 34.0 (93.2)     | 36.0 (96.8)     | 37.0 (98.6)     |
| 平均高温 °C（°F）                             | 30.8 (87.4)     | 31.2 (88.2)     | 30.9 (87.6)     | 29.9 (85.8)     | 28.5 (83.3)     | 27.7 (81.9)     | 26.8 (80.2)     | 26.7 (80.1)     | 27.2 (81.0)     | 28.2 (82.8)     | 29.3 (84.7)     | 30.3 (86.5)     | 28.9 (84.0)     |
| 日均气温 °C（°F）                             | 27.4 (81.3)     | 27.6 (81.7)     | 26.4 (79.5)     | 26.6 (79.9)     | 25.4 (77.7)     | 24.6 (76.3)     | 23.8 (74.8)     | 23.7 (74.7)     | 24.1 (75.4)     | 25.1 (77.2)     | 26.1 (79.0)     | 26.9 (80.4)     | 25.6 (78.2)     |
| 平均低温 °C（°F）                             | 23.9 (75.0)     | 24.0 (75.2)     | 23.9 (75.0)     | 23.3 (73.9)     | 22.2 (72.0)     | 21.4 (70.5)     | 20.7 (69.3)     | 20.7 (69.3)     | 21.0 (69.8)     | 21.9 (71.4)     | 22.8 (73.0)     | 23.5 (74.3)     | 22.4 (72.3)     |
| 历史最低温 °C（°F）                           | 19.0 (66.2)     | 19.0 (66.2)     | 19.0 (66.2)     | 16.0 (60.8)     | 16.0 (60.8)     | 14.0 (57.2)     | 13.0 (55.4)     | 14.0 (57.2)     | 14.0 (57.2)     | 14.0 (57.2)     | 13.0 (55.4)     | 17.0 (62.6)     | 13.0 (55.4)     |
| 平均降雨量 mm（）                             | 371 (14.6)      | 265 (10.4)      | 374 (14.7)      | 366 (14.4)      | 270 (10.6)      | 163 (6.4)       | 136 (5.4)       | 158 (6.2)       | 177 (7.0)       | 221 (8.7)       | 245 (9.6)       | 277 (10.9)      | 3,023 (119.0)   |
| 平均降水天数                                  | 23              | 22              | 24              | 23              | 21              | 18              | 19              | 18              | 17              | 19              | 19              | 22              | 245             |
| 来源：http://www.met.gov.fj/ClimateofFiji.pdf |                 |                 |                 |                 |                 |                 |                 |                 |                 |                 |                 |                 |                 |

## 人口
| 蘇瓦人口           | 141,273 | 167,975 | 85,691 | 93,970 |
| 人口普查的官方數據 |         |         |        |        |

蘇瓦是一個多種族和多元文化的城市，主要說英語，但斐濟語、印度斯坦語和其它印度語言在當地亦十分普及。土著斐濟人和印度裔斐濟人民族佔蘇瓦人口的大部分，該市也是斐濟大多數少數民族人口的家園，包括羅圖曼人、勞安人、蘭比亞人、高加索人 ，部分歐洲人後裔（具有歐洲和斐濟血統）和漢人等，近年因太平洋移民湧入，新住民族群也在城市及其行政區工作和生活。

## 市政府

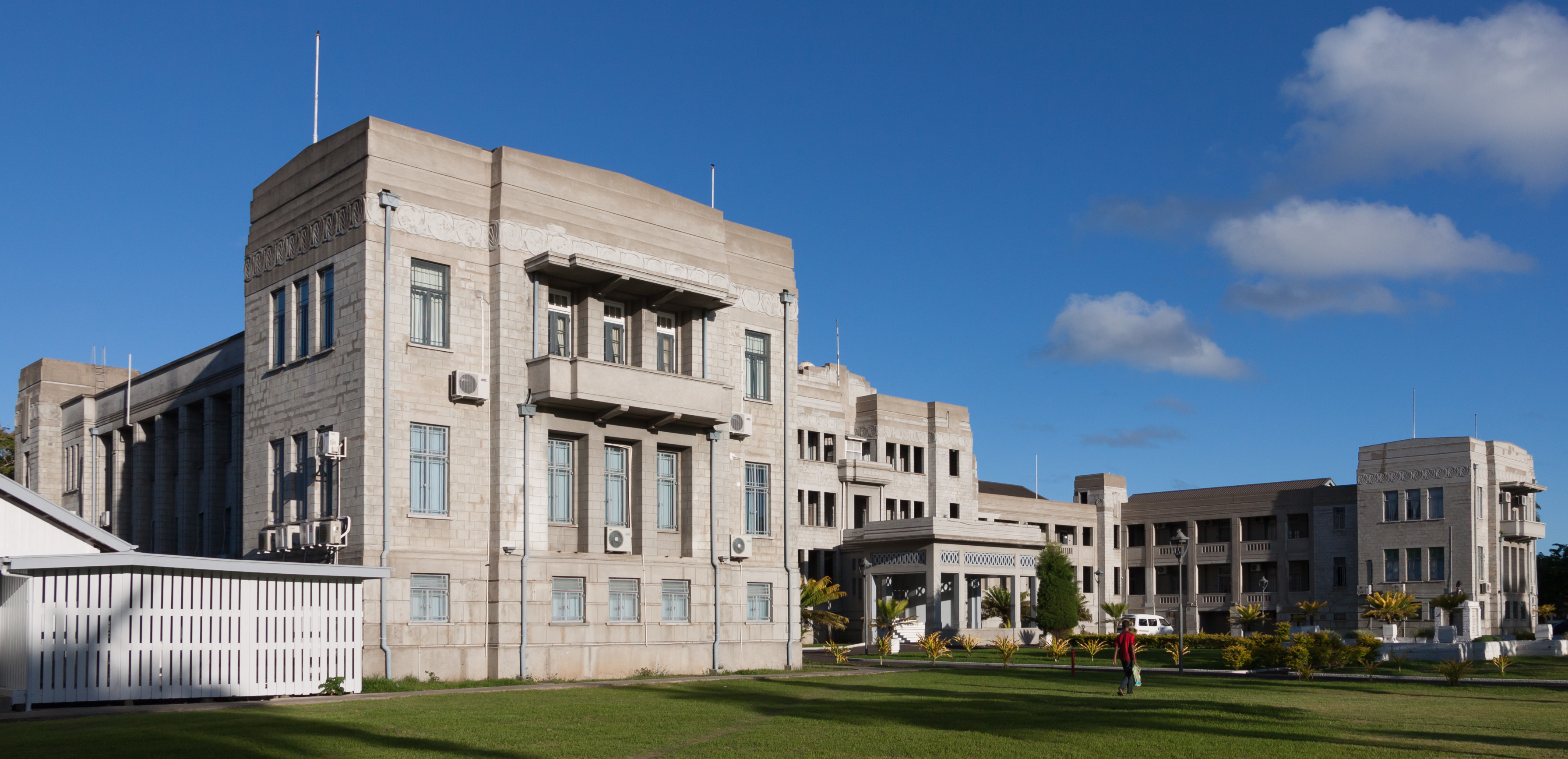
蘇瓦政府大樓，斐濟總統的辦公室、高等法院和多個政府部門的所在地
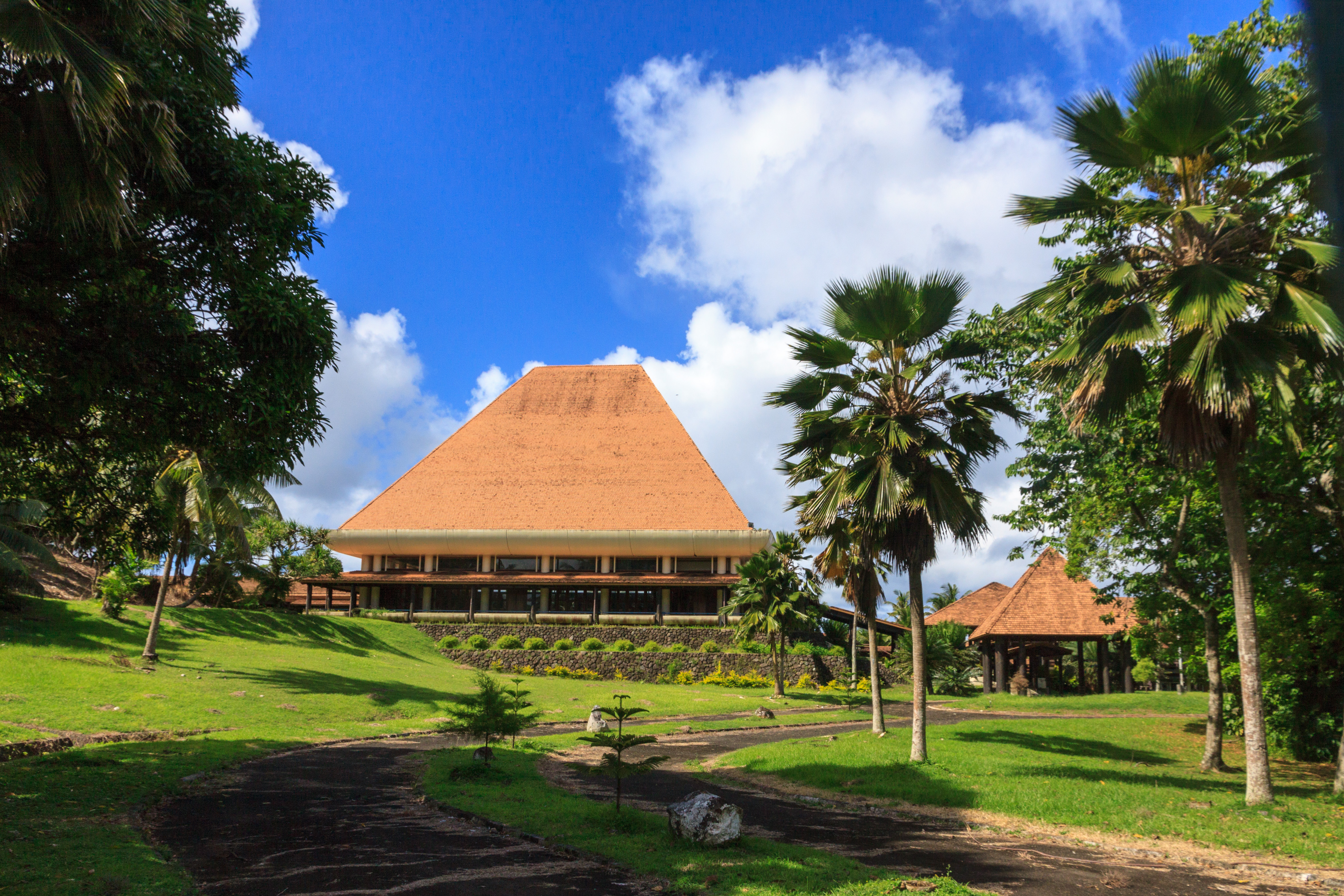
蘇瓦議會大廈
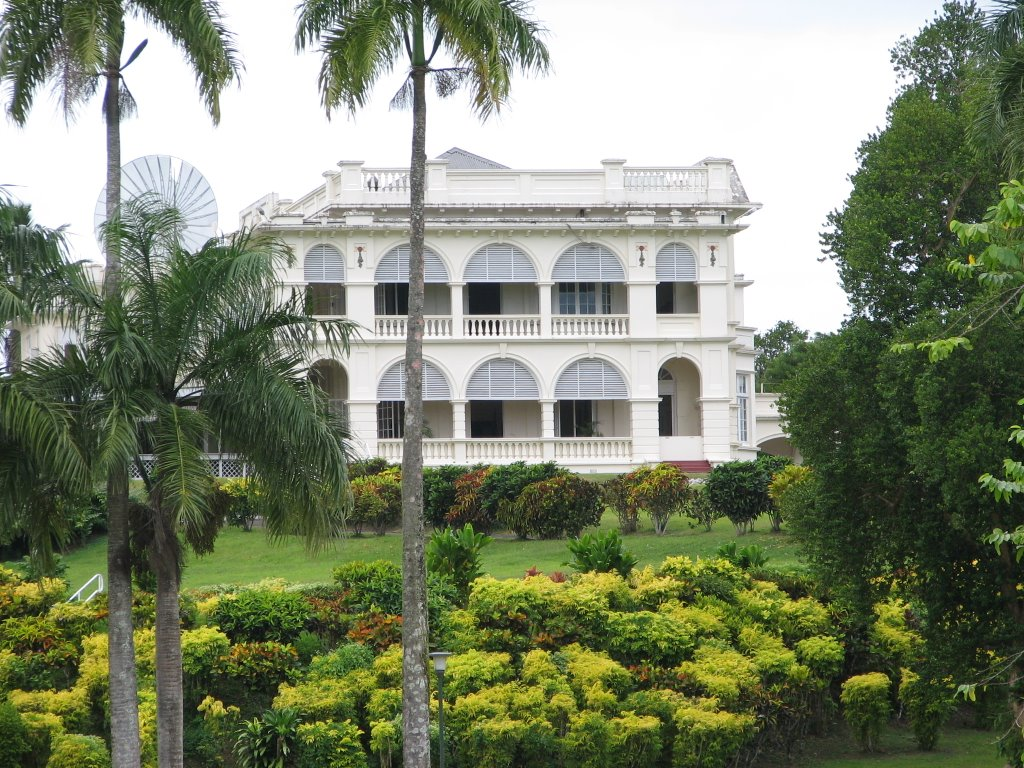
蘇瓦州議會大廈，斐濟總統的官邸。

蘇瓦擁有市政地位，過去蘇瓦由市長和 20 名成員組成的市議會管理。蘇瓦市議會是斐濟的市政立法機構。它由20名議員組成，從四個多成員選區中選出，任期三年。議員由居民、土地所有者，和在蘇瓦擁有或占用應稅財產的公司代表選舉。
然而，在2009年，臨時軍政府解雇了斐濟所有市政府官員，並任命了特別行政人員來管理城市。截至2015年，民選市政府尚未恢復。

## 經濟
與斐濟大多數區域以及世界上的許多城鎮不同，蘇瓦的經濟發展並非圍繞單一行業成長起來的，印度裔斐濟人在很大程度上塑造了斐濟的經濟，為蘇瓦發展及其作為斐濟治首都的地位做出巨大貢獻，因此近年，蘇瓦逐漸發展成為太平洋區最大、最先進的城市和樞紐。
目前蘇瓦是斐濟的商業中心，最受歡迎的購物和商業區是卡明街和維多利亞廣場，許多國際公司、國際機構和大使館都位於該市，包括大多數國際銀行的太平洋總部都設在此地，如澳盛銀行和西太平洋銀行。此外斐濟大部分金融機構、非政府組織和政府部門的總部也都設在蘇瓦，斐濟航空的總部也位於蘇瓦。
斐濟大部分國際航運，以及國際遊輪的停靠都在蘇瓦港國王碼頭進行。這導致當地旅遊業的發展，蘇瓦設有工業區，最大的一個設瓦盧灣，這裡有工廠、倉庫、進出口公司、造船廠、集裝箱堆場、啤酒廠和印刷廠。其他著名的工業區位於Vatuwaqa、Raiwaqa和Laucala海灘。

### 機構
蘇瓦設立許多比任何其他太平洋島國首都更多的國際政府機構和非政府組織。其中包含：
- 由外交、聯邦及發展事務部資助的野生動植物貿易監測網絡TRAFFIC，該計劃協助實施《瀕危野生動植物種國際貿易公約》並加強與世界自然基金会的合作。
- 斐濟醫學院：現歸類為區域機構，和太平洋區域組織理事會的成員。
- 斐濟大學
- 斐濟護理學院
- 南太平洋大学，在蘇瓦以及其他南太平洋地區設有校區。
- 斐濟國立大學：斐濟的一所主要理工學院，為許多太平洋小島國的學生提供服務，在斐濟其他城鎮設有中心。
- 斐濟高級學習學院
- TPAF（斐濟培訓和生產力管理局）。
- 太平洋共同體(SPC)。
- 太平洋島嶼論壇秘書處。
- 南太平洋應用地球科學委員會( SOPAC)。
- 蘇瓦聖約翰神學院。
- 太平洋地區神學院（PRS）。
- 太平洋神學院（PTC）。
- Femmus酒店管理學院。
- 法国文化协会。
- 綠色和平太平洋總部。
- 联合国开发计划署（巴布亞新幾內亞、瓦努阿圖、斐濟、湯加、薩摩亞、庫克群島、帕勞、密克羅尼西亞、馬紹爾群島、圖瓦盧、基里巴斯、紐埃、瑙魯）。
- 亞洲開發銀行太平洋總部
- 世界銀行總部

## 娛樂與文化
蘇瓦是大洋洲的文化和娛樂之都，是斐濟各項活動的舉辦地。該市擁有非常發達和先進的娛樂和活動基礎設施，每年都會舉辦繁忙的活動。

### 體育
蘇瓦是許多地區和國家體育賽事的舉辦地，因此市內設立許多多功能場館，主要有可容納5,000人的沃達丰體育場、可容納30,000人的ANZ國家體育場、可容納2,000人的FMF國家體育館蘇瓦，以及最多可容納1,000人的市民禮堂。
蘇瓦是1963年第一屆太平洋運動會的舉辦地點，後於197 年第二次舉辦運動會。2003 年，太平洋運動會再度回到蘇瓦舉辦，並首次引入了包含 32 項運動的完整項目。

### 公園和花園

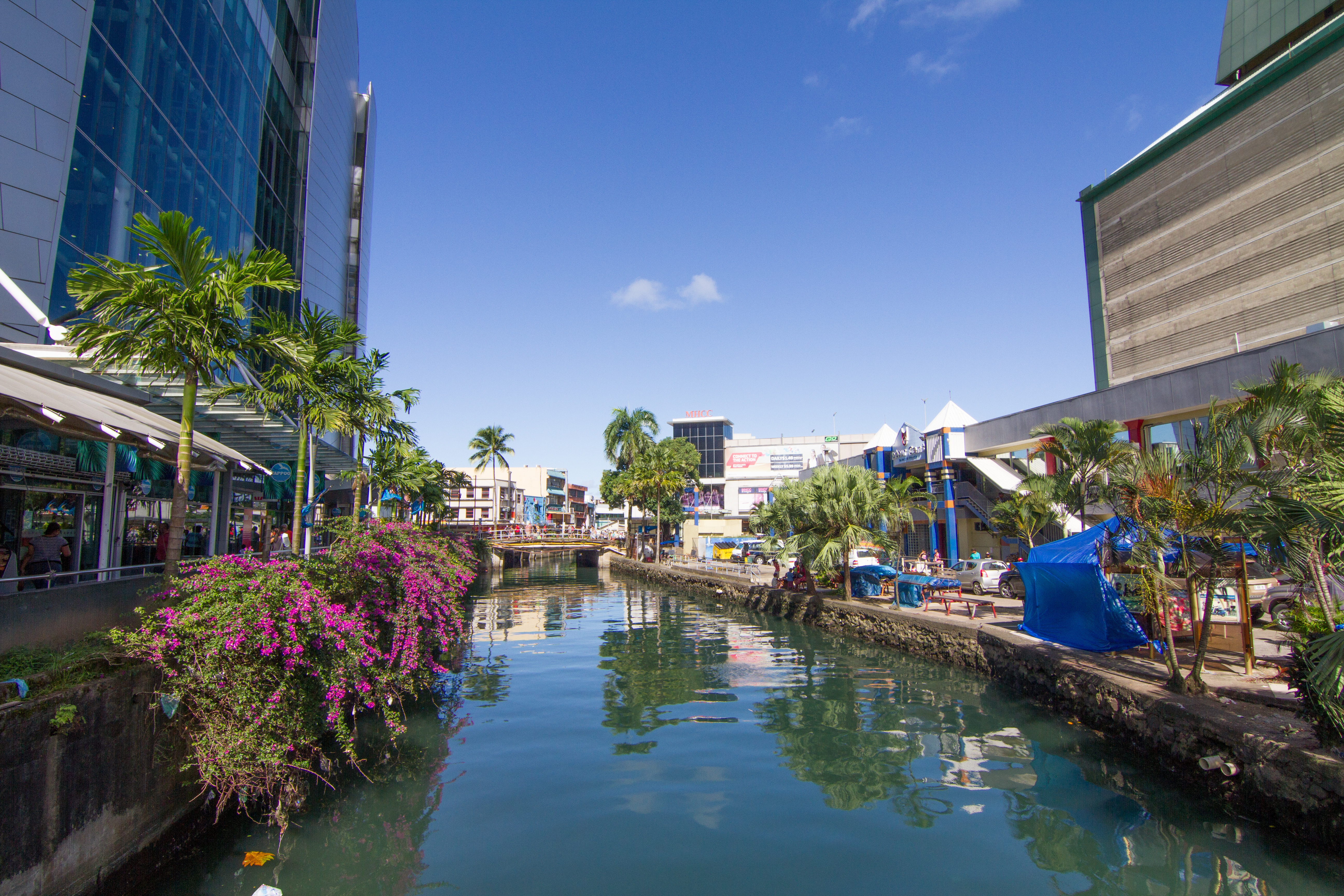
蘇瓦中央區運河和購物區

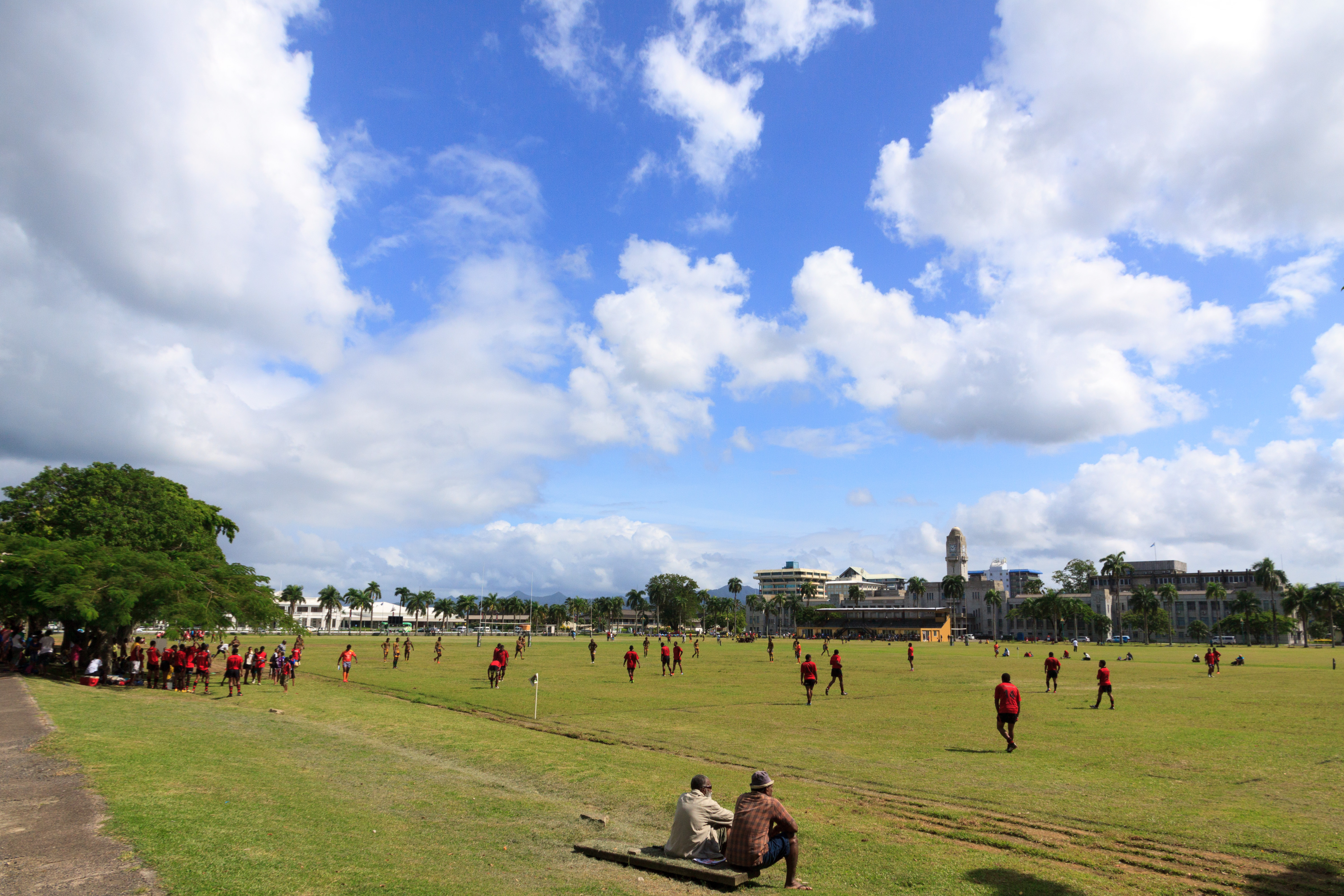
阿爾伯特公園

蘇瓦有許多公園和一些花園。位於市中心的阿爾伯特公園以斐濟歷史事件的見證地點而聞名，例如斐濟獨立、第一位跨太平洋飛行者查爾斯·金斯福德·史密斯降落以及許多遊行和狂歡節的地點。
同樣位於中央商務區的宿儺公園是一個受歡迎的休閒公園，每週都有許多表演和活動。瑟斯頓花園（以斐濟總督約翰·貝茨·瑟斯頓命名）是該市的主要植物園，也是斐濟博物館的所在地。伊麗莎白女王大道是沿著蘇瓦前灘的步行道，許多居民會前往距離市中心僅一小段車程的科洛蘇瓦森林公園（Colo-I-Suva Forest Park）遠足、游泳和賞鳥活動。

## 交通
瑙索里國際機場是斐濟的第二大機場，位於蘇瓦的東北方約23公里，主要迎合國內市場，將蘇瓦與斐濟的另一個國際機場楠迪國際機場串通起來，自2010年8月起，斐濟航空運營每週兩班從瑙索里國際機場飛往奧克蘭的航班，該機場也為鄰國東加、吐瓦盧和瓦努阿圖等國提供服務。水路方面，蘇瓦是斐济最主要的港口，設有不少觀光船供遊客使用。國際船隻和遊輪則停靠在蘇瓦國王碼頭。

## 教育
成立於1968年的南太平洋大學位於蘇瓦，由十二個太平洋國家共同擁有，是南太平洋國家中最高的學府，其校園分佈在南太平洋國家之中。

## 姊妹城市
- 中國北海
- 中國紹興
- 中國廣東
- 澳洲布萊頓
- 巴布亞紐幾內亞摩爾斯貝港
- 韓國 龍山區
- 菲律賓Virac

### 文獻
- Fiji, by Korina Miller, Robyn Jones, Leonardo Pinheiro – Travel – 2003, published by Lonely Planet, pages 139–141, details on Suva City.
- The Suva City Library: A Brief History and Development, 1909–1980, by S Baksh – 1980
- Pluralism and Social Change in Suva City, Fiji, by Alexander Mamak – 1974, Thesis/dissertation; Ethnology (Fiji, Suva City); Suva City, Fiji Islands (Social conditions)
- A History of the Pacific Islands: Passages Through Tropical Time – Page 162, by Deryck Scarr 2001 – 323 pages.
- Frommer's South Pacific, by Bill Goodwin – Travel – 2004, pages 258–263

## 外部連結
- 维基导游上有關Suva的旅行指南
- Suva City Council (official website) （页面存档备份，存于）